# Britannia (Schiff, 1906)
HMS Britannia war ein Einheitslinienschiff (Schlachtschiff) der King-Edward-VII-Klasse, das Anfang des 20. Jahrhunderts für die Royal Navy gebaut wurde. Zunächst im Atlantik eingesetzt, wurde sie im Ersten Weltkrieg der Grand Fleet und dann der Mittelmeerflotte zugewiesen. Am 9. November 1918 wurde sie durch ein deutsches U-Boot versenkt.

## Geschichte
Die Britannia wurde am 4. Februar 1902 in Portsmouth auf Kiel gelegt, am 10. Dezember 1904 vom Stapel gelassen und im September 1906 für 1.408.053 £ fertiggestellt. Am 8. September wurde sie für die Reserve in Portsmouth in Dienst gestellt. Nachdem sie am 2. Oktober eine komplette Besatzung erhalten hatte, wurde sie der Atlantikflotte zugeteilt. Am 4. März 1907 wurde sie der Channel Fleet zugewiesen; diese wurde im Rahmen einer Umstrukturierung als 2. Schlachtgeschwader Teil der neuen Home Fleet. Am 14. Juli 1910 kollidierte sie mit der Bark Loch Trool, erlitt aber nur geringe Schäden. Nach einer weiteren Flottenumstrukurierung im Mai 1912 wurde sie mit ihren Schwesterschiffen zum 3. Schlachtgeschwader der Home Fleet zusammengefasst. Im November wurde das Geschwader wegen des Ersten Balkankriegs ins Mittelmeer verlegt. Dort nahm sie an der Seeblockade Montenegros und der Besetzung von Skutari teil. 1913 kehrte das Geschwader wieder in die Heimat zurück und schloss sich am 27. Juni wieder der Home Fleet an.

### Erster Weltkrieg
Bei Ausbruch des Ersten Weltkriegs wurde die Britannia wieder zum 3. Schlachtgeschwader versetzt, das der Grand Fleet unterstellt und in Rosyth stationiert war. Das Geschwader ergänzte anfangs die Kreuzer der Grand Fleet bei der Northern Patrol. Vom 2. bis zum 13. November 1914 wurde das Schiff vor die Isle of Portland zur Verstärkung der Channel Fleet verlegt. Am 26. Januar 1915 lief die Britannia nahe Inchkeith im Firth of Forth auf Grund. Nach 36 Stunden kam sie wieder frei, hatte aber einen erheblichen Schaden am Schiffsboden erlitten. Reparatur und Überholung erfolgten darauf in Devonport. Danach kehrte die Britannia zur Grand Fleet zurück. Am 29. April 1916 wurde das 3. Schlachtgeschwader nach Sheerness verlegt und war ab dem 3. Mai 1916 nicht mehr Teil der Grand Fleet, sondern dem Nore-Kommando unterstellt. Dort blieb die Britannia bis August 1916, um dann bis September in Portsmouth überholt zu werden. Nach Wiederindienststellung wurde sie zur Unterstützung der italienischen Regia Marina gegen die Österreichische Marine in die Adria entsendet. Von Februar bis März 1917 wurde sie in Gibraltar überholt und wechselte dann zum 9. Kreuzergeschwader im Atlantik, wo sie die King Alfred als Flaggschiff ablöste und für Patrouillen und zum Geleitschutz eingesetzt wurde. Im Mai 1917 wurde sie in Bermuda erneut überholt.

### Verlust
Am Morgen des 9. November 1918 lief die Britannia unter Captain Francis F. Caulfield aus Sierra Leone kommend mit zwei Zerstörern von Westen in die Straße von Gibraltar ein, als sie vor Kap Spartel von UB 50 um 8:08 Uhr torpediert wurde. Es kam zu einer Explosion und das Schiff krängte 10 Grad nach Steuerbord. Wenige Minuten nach der ersten Explosion gab es eine zweite, die ein Feuer in den Magazinen für die 305-mm-Geschütze auslöste und eine Menge Kordit explodieren ließ. Dennoch konnte die Britannia über drei Stunden über Wasser gehalten werden, so dass ein Großteil der Besatzung gerettet werden konnte. Dennoch starben 51 Besatzungsmitglieder, und die geborgenen 80 Verletzten hatten meist Vergiftungen durch das brennende Kordit erlitten.

## Technik
Das Schiff hatten eine Gesamtlänge von 138,30 m, eine Breite von 22,90 m und einen Tiefgang von 7,82 m. Die Verdrängung lag zwischen 15.835 t und 17.567 t.

### Antrieb
Die Britannia war mit zwei Vierzylinder-Verbunddampfmaschinen ausgestattet, die jeweils eine Welle antrieben und insgesamt 18.000 Shp (13.239 kW) entwickelten, mit der sie eine Höchstgeschwindigkeit von 18,5 Knoten (34 km/h) erreichte. Der Dampf wurde von achtzehn Babcock & Wilcox-Kesseln und drei Zylinderkesseln geliefert. Das Schiff konnte maximal 2.273 t Kohle und zusätzlich 386 t Heizöl mitführen, was ihm bei 10 Knoten (19 km/h) eine Reichweite von 5270 Seemeilen (9760 km) ermöglichte. Die Besatzung des Schiffes bestand aus 777 Offizieren und Mannschaften.

### Bewaffnung
Die Hauptbewaffnung bestand aus vier 30,5-cm-Geschützen in Zwillingstürmen vor und hinter den Aufbauten und vier 23,4-cm-Geschützen in Einzelgeschütztürmen innerhalb der gepanzerten Zitadelle, zwei auf jeder Breitseite. Die 305-mm-Geschütze waren auf Mk-BVII-Lafetten mit einem Seitenrichtbereich von −150 bis +150 Grad montiert. Die Kanonen selbst wogen 51 t und hatten bei einer maximalen Elevation von 30° und einer Mündungsgeschwindigkeit von 796 m/s eine Reichweite von 24.230 m. Sie verschossen 386 kg schwere Granaten mit einer Kadenz von ca. zwei Schuss pro Minute. Die vier 23,4-cm-Geschütze waren auf Mk-VS-Einzellafetten mit einem Seitenrichtbereich von −142 bis +142 Grad montiert. Die Kanonen hatten ein Gewicht von 28 t. Sie hatten bei einer maximalen Elevation von 30 Grad und einer Mündungsgeschwindigkeit von 847 m/s eine Reichweite von 23.500 m. Die Sekundärbewaffnung bestand aus zehn 15,2-cm-Geschützen in Kasematten, fünf auf jeder Breitseite. Die Geschütze hatten bei einer maximalen Elevation von +20° und bei einer Mündungsgeschwindigkeit von 805 m/s eine Reichweite von 16.340 m. Sie verschossen 45 kg schwere Granaten mit einer Kadenz von 5 bis 7 Schuss pro Minute. Zum Schutz gegen Torpedoboote waren vierzehn 7,6-cm-Geschütze sowie vierzehn 4,7-cm-Schnellfeuergeschütze installiert. Außerdem besaß das Schiff fünf 45,0-cm-Torpedorohre, eins im Heck unter Wasser und zwei auf jeder Breitseite über Wasser.

### Panzerung
Der Panzergürtel des Schiffes bestand aus 229-mm-Krupp-Zementstahl und reichte mittschiffs von etwa 7,62 m vor der vorderen Barbette bis zur achteren Barbette, wo er in 203- bis 305-mm-Querschotten endete. Vor dem Gürtel verringerte sich die Dicke bis zum Bug auf 50-mm-AHS-Stahl. Hinter dem Hauptgürtel bestand die Panzerung aus 50-mm-Nickelstahl, der über die gleiche Breite wie der Hauptgürtel verlief und sich über eine Länge von 36 m zum Heck hin erstreckte. Die Türme der 30,5-cm-Geschütze waren mit 203 bis 305 mm und die Türme der 23,4-cm-Kanonen mit 127 bis 229 mm dicken Panzerplatten geschützt. Die Barbetten mit einer Innenfläche von 152 mm waren oberhalb 304 mm und unterhalb des Hauptdecks 203 mm dick. Die Kasematten für die 15,2-cm-Geschütze waren durch 178 mm dicke Panzerung geschützt. Der Kommandoturm war rundherum mit 305 mm gepanzert. Die zwei gepanzerten Decks waren 25 bis 64 mm dick.